# Jon-Jansatjärnen
Jon-Jansatjärnen är en sjö i Skellefteå kommun i Västerbotten och ingår i Kågeälvens huvudavrinningsområde.